# Malt Whisky Trail
Der Malt Whisky Trail in Schottland ist eine regionale Marketinginitiative, um den Malt Whisky der Region Speyside und sein kulturelles Erbe zu fördern sowie um den Tourismus anzukurbeln. Im Zentrum der Speyside konzentriert sich die weltgrößte Anzahl an Whisky-Destillen.
Der Malt Whisky Trail führt in sieben aktive Whiskybrennereien, eine historische Brennerei und die Speyside Cooperage (Küferei).

## Stationen
- Benromach
- Cardhu
- Dallas Dhu
- Glen Grant
- Glen Moray
- Glenfiddich
- The Glenlivet
- Speyside Cooperage
- Strathisla